# José Ballivián (provins)

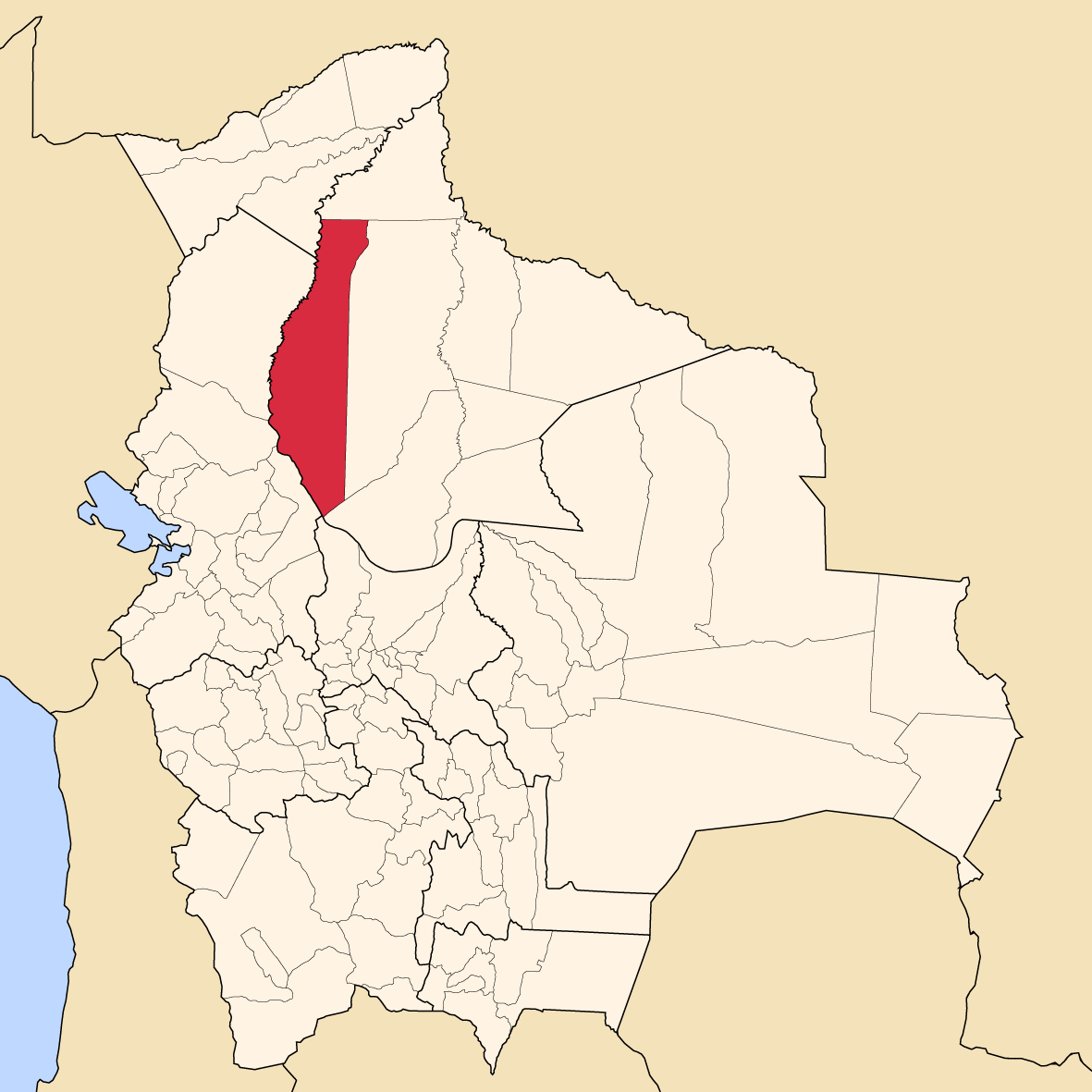
Provinsens läge i Bolivia

José Ballivián är en provins i departementet Beni i Bolivia. Den administrativa huvudorten är Reyes.